# Крёккель, Александер
Александер Крёккель (нем. Alexander Kröckel, 12 марта 1990, Зуль, Тюрингия) — немецкий скелетонист, выступающий за сборную Германии с 2003 года. Чемпион мира среди юниоров, бронзовый призёр чемпионата Европы, многократный призёр различных этапов Кубка мира, Европы и Америки, победитель национального первенства.

## Биография
Александер Крёккель родился 12 марта 1990 года в городе Зуль, земля Тюрингия. Скелетоном начал заниматься уже в возрасте тринадцати лет, в 2007 году стал членом главной национальной сборной Германии. Первое время, выступая на молодёжном поприще, не показывал достойных результатов, изредка попадая в десятку лучших на соревнованиях местного значения. Первым крупным международным турниром для него стал Кубок Европы 2008 года, в дебютном для себя январском этапе, проходящем в швейцарском Санкт-Морице, молодой спортсмен приехал двенадцатым.
Настоящий успех пришёл к нему в сезоне 2009/10, когда в ходе европейских кубковых заездов Крёккель стал попадать в число призёров, а на молодёжном чемпионате мира выиграл серебряную медаль. В 2011 году удостоился звания чемпиона мира среди юниоров и дебютировал на взрослом мировом первенстве, приехав на трассе в Кёнигсзе восьмым. На чемпионате мира 2012 года в американском Лейк-Плэсиде занял девятое место в одиночном мужском разряде и пятое в состязаниях смешанных команд по бобслею и скелетону. В общем зачёте Кубка мира 2011/12 занял пятую позицию.